# Liste des circonscriptions électorales du Staffordshire
Le Comté cérémoniel du Staffordshire (qui inclut l'autorité unitaire de Stoke-on-Trent) est divisé en 12 Circonscription électorale - 4 Borough constituencies and 8 County constituencies.

## 2010 Circonscription
- † Conservateur
- ‡ Labour
- ¤ Liberal Democrat

| Circonscription            | Électeur | Majorité | Member of Parliament | Member of Parliament | Opposition | Opposition        | Map |
| -------------------------- | -------- | -------- | -------------------- | -------------------- | ---------- | ----------------- | --- |
| Burton CC                  | 75,248   | 11,252   |                      | Andrew Griffiths     |            | Jon Wheale        |     |
| Cannock Chase CC           | 74,542   | 4,923    |                      | Amanda Milling       |            | Janos Toth        |     |
| Lichfield CC               | 74,234   | 18,189   |                      | Michael Fabricant    |            | Chris Worsey      |     |
| Newcastle-under-Lyme BC    | 66,753   | 650      |                      | Paul Farrelly        |            | Tony Cox          |     |
| South Staffordshire CC     | 72,771   | 20,371   |                      | Gavin Williamson     |            | Kevin McElduff    |     |
| Stafford CC                | 68,705   | 9,177    |                      | Jeremy Lefroy        |            | Kate Godfrey      |     |
| Staffordshire Moorlands CC | 63,104   | 10,174   |                      | Karen Bradley        |            | Trudie McGuinness |     |
| Stoke-on-Trent Central BC  | 60,634   | 5,179    |                      | Tristram Hunt        |            | Mick Harold       |     |
| Stoke-on-Trent North BC    | 71,438   | 4,836    |                      | Ruth Smeeth          |            | Ben Adams         |     |
| Stoke-on-Trent South BC    | 68,091   | 2,539    |                      | Robert Flello        |            | Joe Rich          |     |
| Stone CC                   | 67,339   | 16,250   |                      | Bill Cash            |            | Sam Hale          |     |
| Tamworth CC                | 71,903   | 11,302   |                      | Christopher Pincher  |            | Carol Dean        |     |

## Circonscriptions historiques

### Avant 1832
- Stafforshire County Constituency 2 membres
- Lichfield Borough Constituency
- Newcastle-under-Lyme Borough Constituency
- Stafford Borough Constuency

### 1832-1885
Le County Constituency a été divisé en: 
- North Staffordshire
- South Staffordshire
- Walsall new Borough Constituency
- Wolverhampton new Borough Constituency

### 1885 on
Le County Constituencies a été divisé en: : 
- Burton (still exists)
- Handsworth (jusqu'à 1918 quand il est devenu un Birmingham constituency)
- Kingswinford (jusqu'à 1950 quand il a été remplacé par Brierley Hill)
- Leek (jusqu'à 1983 quand il a été remplacé par Staffordshire Moorlands)
- Lichfield (jusqu'à 1950)
- Staffordshire North-West (jusqu'à 1918)
- Staffordshire West (jusqu'à 1918)

## Changements de limites
| Nom | Pre-2010 limites                              | limites depuis 2010 |
| --- | --------------------------------------------- | ------------------- |
| 1. Burton CC 2. Cannock Chase CC 3. Lichfield CC 4. Newcastle-under-Lyme BC 5. South Staffordshire CC 6. Stafford CC 7. Staffordshire Moorlands CC 8. Stoke-on-Trent Central BC 9. Stoke-on-Trent North BC 10. Stoke-on-Trent South BC 11. Stone CC 12. Tamworth CC | Parliamentary constituencies in Staffordshire | Proposed Revision   |

Les propositions de la Commissions et de conservés ces 12 circonscriptions avec des changements pour aligner les limites sur les quartiers actuels de l'administration locale, et de mieux égaliser les électorats. Ces changements ont été apportés pour l'Élections générales de 2010.

## Résultats
| 2005 | 2010 | 2015 |
| ---- | ---- | ---- |
|      |      |      |